# Дидье, Виржини
Виржини Дидье (фр. Virginie Dedieu, родилась 25 февраля 1979 года в Экс-ан-Прованс) — французская синхронистка, дважды чемпионка Европы и трижды чемпионка мира, бронзовый призёр Олимпиады в Сиднее в соревновании дуэтов с Мириам Линьо. Самая титулованная французская синхронистка.

## Биография

### Спортивная карьера
Виржини является 31-кратной чемпионкой Франции по синхронному плаванию. Высшим достижением на Олимпиадах является бронзовая медаль, завоёванная в 2000 году в Сиднее в дуэте с Мириам Линьо. На чемпионатах Европы Виржини побеждала в 2002 и 2004 годах в сольных выступлениях, также у неё есть шесть серебряных и две бронзовые медали. На чемпионате Европы 2002 года хореографию Виржини ставила российский тренер Мария Максимова. На чемпионатах мира трижды Дидье становилась чемпионкой мира в сольных выступлениях, дважды завоёвывала серебро в сольных выступлениях и ещё одну бронзу в дуэте. В 2015 году Виржини выступила на чемпионате мира в Казани в новой дисциплине — смешанных дуэтах. Вместе со своим напарником Бенуа Бофисом они заняли 4-е место.
В настоящее время работает спортивным телекомментатором: ей доверили освещать соревнования по синхронному плаванию на Олимпиадах в Лондоне и Рио-де-Жанейро. В 2006 году за свои спортивные достижения награждена орденом Почётного легиона.

### Личная жизнь
Сыновья: Дима и Масео. По образованию Виржини — архитектор. Её имя носит бассейн в Фюво.